# Paedophoropus dicoelobicus
Paedophoropus dicoelobicus is een slakkensoort uit de familie van de Eulimidae. De wetenschappelijke naam van de soort is voor het eerst geldig gepubliceerd in 1933 door Ivanov.